# Marsch auf Washington für Arbeit und Freiheit

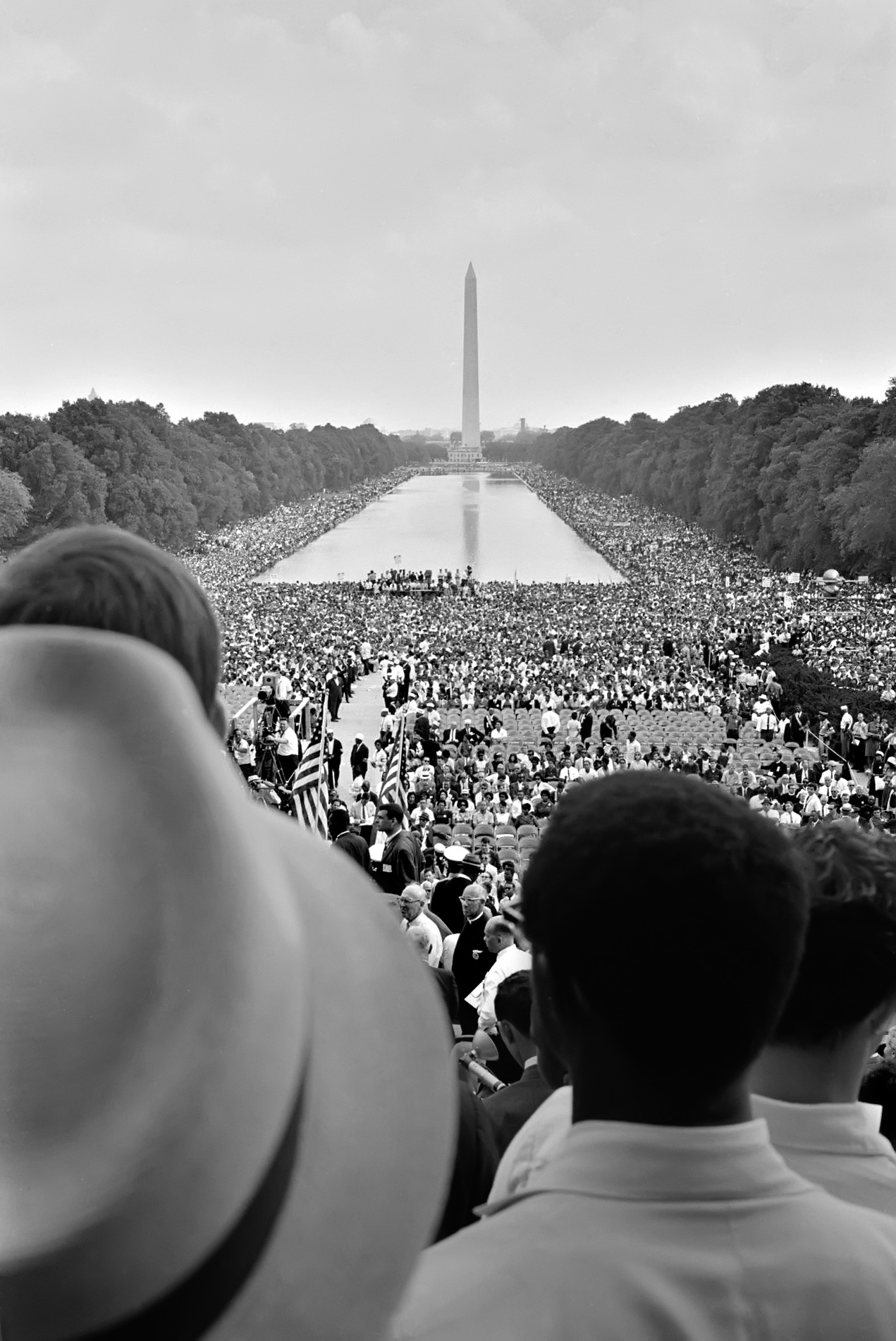
Blick auf das Washington Monument am 28. August 1963

Der Marsch auf Washington für Arbeit und Freiheit (kurz Marsch auf Washington, englisch March on Washington for Jobs and Freedom) war eine politische Demonstration am 28. August 1963. Er wird zusammen mit dem Civil Rights Act und der Verleihung des Friedensnobelpreises an Martin Luther King, die 1964 folgten, als einer der Höhepunkte der Bürgerrechtsbewegung in den USA gesehen. Es versammelten sich bis zu 250.000 Menschen vor dem Lincoln Memorial in Washington, D.C. und forderten das Ende der Rassendiskriminierung in den Vereinigten Staaten. King hielt auf der Veranstaltung seine berühmt gewordene Rede I Have a Dream.

## Vorgeschichte und Organisation

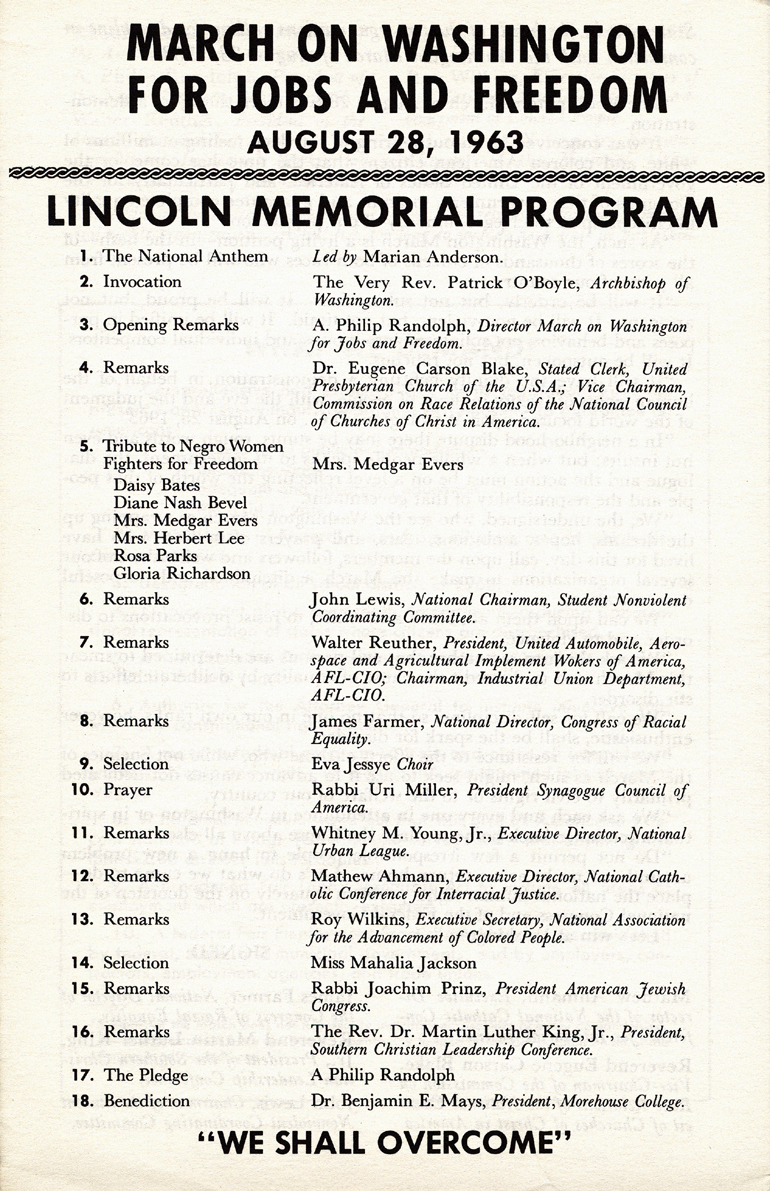
Programm der Veranstaltung

Bereits 1941 hatten Asa Philip Randolph, Bayard Rustin und Abraham J. Muste einen Marsch auf Washington geplant, um auf die schlechte wirtschaftliche Lage schwarzer Arbeiter in den Vereinigten Staaten aufmerksam zu machen. Der damalige Präsident Franklin D. Roosevelt kam dem Anliegen mit dem Fair Employment Act entgegen und der Marsch fand nicht statt.
1962 nahm Randolph seinen früheren Plan wieder auf. Bei Roy Wilkins (NAACP) und Whitney Young (National Urban League) fand er zunächst ebenso wenig Zustimmung wie bei Martin Luther King. King hatte allerdings 1957 mitgeholfen, eine Prayer Pilgrimage for Freedom nach Washington zu organisieren, deren 25.000 Teilnehmer das dreijährige Jubiläum der als Brown v. Board of Education bekanntgewordenen Gerichtsentscheidung zugunsten schwarzer Schüler und Studenten begingen. King wollte an den damaligen Erfolg anschließen und unterstützte im Folgenden Randolphs Idee. Auch Roy Wilkins ließ sich überzeugen, um die NAACP nicht von den anderen Bürgerrechtsorganisationen zu isolieren. Im Juni 1963 wurde der Termin festgelegt, der auf einen Mittwoch fiel, so dass Juden und christlichen Seelsorgern die Teilnahme ermöglicht wurde, ohne gegen ihre religiösen Verpflichtungen zu verstoßen. Randolph wurde zum Direktor der Vorbereitungsgruppe ernannt, Bayard Rustin sein Stellvertreter.
Unterstützer des Marsches waren die afroamerikanischen Bürgerrechtsgruppen:
- Congress of Racial Equality (James Farmer)
- Student Nonviolent Coordinating Committee (John Lewis)
- Southern Christian Leadership Conference (Martin Luther King)
- National Association for the Advancement of Colored People (NAACP, Roy Wilkins)
- National Urban League (Whitney Young)

Weitere Organisationen, unter ihnen der National Council of Churches, der American Jewish Congress, das National Community Relations Advisory Council unter Arnold Aronson und die United Auto Workers trugen den Marsch auf Washington mit. Der amerikanische Präsident John F. Kennedy war zunächst um die öffentliche Sicherheit angesichts einer Massenkundgebung besorgt, bestärkte das Projekt jedoch durch seine eigene Politik, verfolgte die Veranstaltung im Fernsehen und empfing die Redner nach dem Ende der Veranstaltung. Die Organisation einer derartigen Massenzusammenkunft erforderte erhebliche Planung in Bezug auf Anreise, Sicherheit, medizinische und sanitäre Versorgung, Öffentlichkeitsarbeit und Finanzierung. Um eine übermäßig sichtbare Präsenz von Polizisten weißer Hautfarbe zu vermeiden, wurden Ordner aus den Reihen der afroamerikanischen Teilnehmer ausgebildet.

## Veranstaltung und Ziele

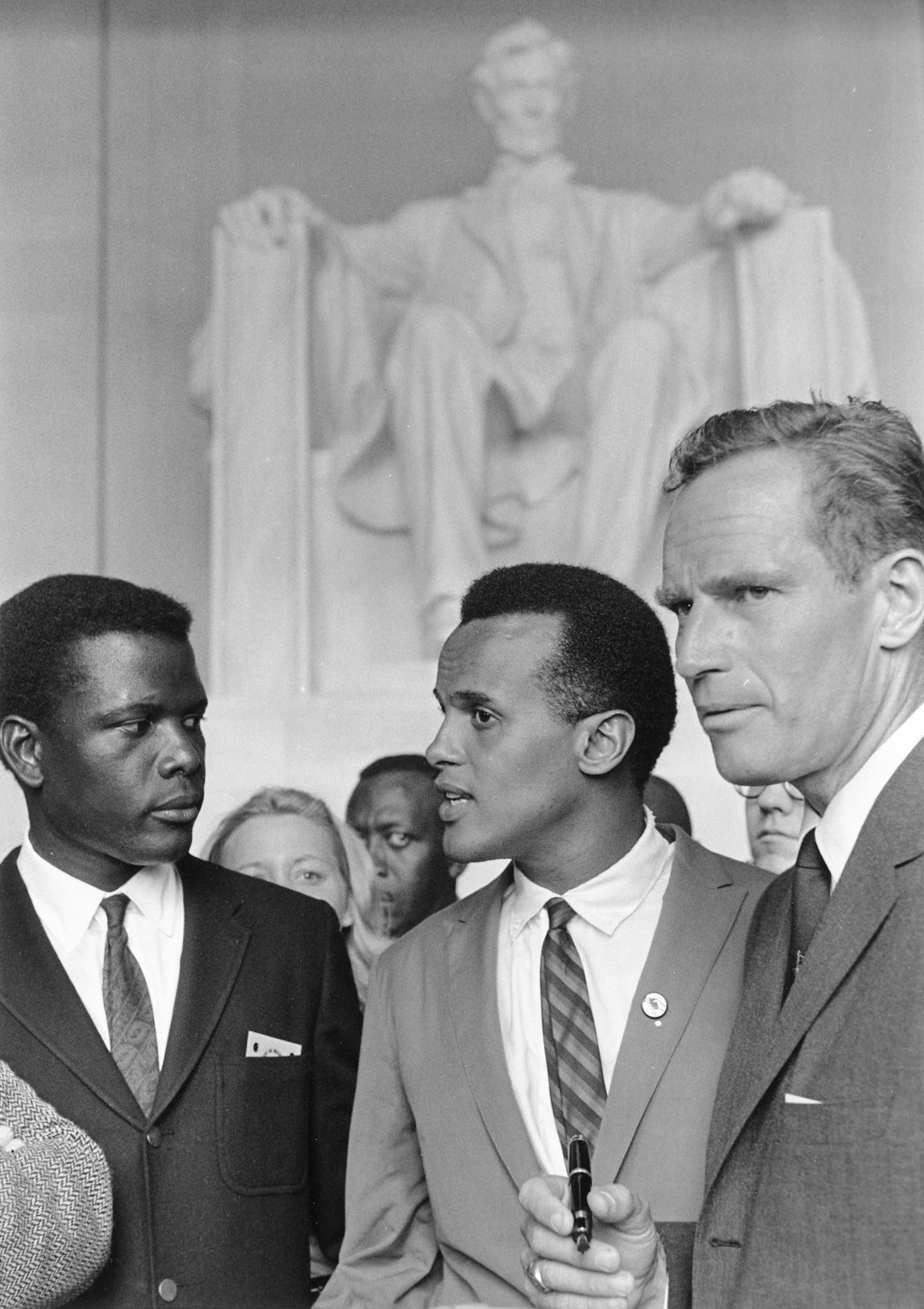
Harry Belafonte (Mitte) auf dem Marsch auf Washington für Arbeit und Freiheit mit Sidney Poitier (l.) und Charlton Heston (r.)

Einhundert Jahre nach der Emanzipations-Proklamation von Abraham Lincoln, die die Sklaverei in den amerikanischen Südstaaten abschaffte, marschierten über 200.000 Menschen sowohl weißer als auch schwarzer Hautfarbe nach Washington zu einem friedlichen Protest. Am Vorabend waren die Teilnehmer mit Sonderzügen und -Bussen aus dem ganzen Land angereist. Gegen Mittag waren es bis zu 250.000 Personen, davon geschätzt zwanzig Prozent Weiße.
Der Weg in Washington führte entgegen der ursprünglichen Planung eines Zuges zum Kapitol auf Ersuchen der Behörden vom Washington Monument zum Lincoln Memorial. Die Verhinderung des Missbrauchs der Veranstaltung zur Selbstdarstellung einzelner Gruppen wurde durch vereinheitlichte Slogans und Transparente erreicht. In der Wahl des Titels der Veranstaltung zeigte sich das Bemühen um Integration sowohl von Forderungen konkret wirtschaftlicher als auch politischer Art. In einem offiziellen Katalog der Ziele wurden zehn Forderungen aufgestellt, die John F. Kennedy in seiner Bürgerrechtspolitik unterstützten und die von zehn Rednern in jeweils fünf Minuten dargestellt werden sollten.
Einige bedeutende Bürgerrechtler waren an diesem Tag nicht anwesend: Der Redebeitrag von James Farmer fiel infolge seiner Haftstrafe aus; seine Botschaft wurde von Floyd McKissick verlesen. W. E. B. Du Bois war einen Tag vorher in Ghana gestorben. Die Witwe des kurz zuvor ermordeten Medgar Evers hob die Leistungen von Bürgerrechtlerinnen wie Daisy Bates, Diane Nash, Rosa Parks und anderen hervor. Die Rede von Martin Luther King wurde von Randolph an das Ende des Programms gestellt, um eine Ausdehnung der Redezeit für King, den er als den „moralischen Führer der Nation“ bezeichnete, zu ermöglichen. Unter dem Titel I Have a Dream wurde sie weltweit bekannt.
Neben den Rednern traten auch verschiedene Musiker auf, darunter Joan Baez, Bob Dylan, Odetta Holmes, Mahalia Jackson, der Eva Jessye Choir, Peter, Paul and Mary und Marian Anderson. Auch Harry Belafonte und andere Prominente nahmen am Marsch auf Washington teil. Der orthodoxe Rabbiner Uri Miller sprach ein Gebet und der baptistische Pastor Benjamin Mays schloss die Kundgebung mit einem Segen. Durch die Veranstaltung führte des Schauspieler-Ehepaar Ruby Dee und Ossie Davis.

## Auswirkungen
Der Marsch auf Washington wurde über den neuen Satelliten Telstar weltweit im Fernsehen übertragen. US-amerikanische Fernsehgesellschaften übertrugen live aus Washington. Er brachte keine sofortigen politischen Veränderungen, hatte jedoch hohe symbolische Bedeutung, und löste in den USA und Europa großes mediales Echo aus. Im weiteren Sinne führte er auch zur Durchsetzung des Civil Rights Act und des Voting Rights Act von 1964 und 1965 durch Kennedys Amtsnachfolger Lyndon B. Johnson.
Der Marsch auf Washington war das Vorbild für den Millionen-Mann-Marsch von 1995. Im Jahr 2003, vierzig Jahre nach dem Marsch auf Washington, fand am selben Ort unter anderen thematischen Voraussetzungen und mit anderen politischen Forderungen, eine Gedenkveranstaltung statt, an der mehrere Tausend Demonstranten, unter ihnen Martin Luther King III, der älteste Sohn von Martin Luther King und Kings Witwe, Coretta Scott King teilnahmen. Barack Obama dekorierte 2010 das Oval Office mit einer Büste von Martin Luther King und einem gerahmten Programm des Marsches auf Washington.
Am 57. Jahrestag der Kundgebung von 1963, am 28. August 2020 fand eine Neuauflage des Marsches auf Washington statt. Das Motto dieses Mal war „Nehmt euer Knie von unseren Hälsen“ („Get your knee off our necks“). Es bezog sich auf den qualvollen Tod des Afroamerikaners George Floyd am 25. Mai 2020, als ein Polizist mehr als acht Minuten lang das Knie auf seinen Hals hielt und ihn so zu Tode würgte. Die Kundgebung stand im Zeichen der jüngsten Fälle von Polizeigewalt, die für Massenproteste in den USA und weltweit gesorgt hatten. Nur vier Tage vor dem Marsch, am 23. August 2020, war der Afroamerikaner Jacob Blake von einem weißen Polizisten mit Schüssen aus nächster Nähe in den Rücken schwer verletzt worden, der ab der Hüfte gelähmte Blake war mit Handschellen ans Krankenhausbett gekettet worden. Zehntausende Menschen demonstrierten und forderten – nach einem Sommer der Proteste gegen systemischen Rassismus und die Polizeigewalt – eine Strafrechtsreform und Wahlrechtsreform. Blakes Vater rief auf der Kundgebung vor dem Lincoln Memorial: „Ohne Gerechtigkeit gibt es keinen Frieden!“ Es gebe zwei Justizsysteme: eines für Weiße und eines für Schwarze. „Aber wir werden aufstehen!“ Der Bürgerrechtsanwalt der Familie Floyd, Benjamin Crump, der auch die Familien von Jacob Blake, Trayvon Martin, Michael Brown, Tamir Rice, Stephon Clark, Breonna Taylor und Ahmaud Arbery vertrat, sagte: „Wir müssen endlich die Kultur und das Verhalten der Polizei in Amerika verändern, dieses unglaubliche Muster der Gewalt gegen schwarze Amerikaner während dieser Pandemie.“ Kings ältester Sohn Martin Luther King III sagte bei der Kundgebung: „Wir fordern echten, dauerhaften, strukturellen Wandel“. Kings zwölfjährige Enkelin Yolanda Renee versprach: „Wir werden die Generation sein, die systematischen Rassismus ein für alle Mal beendet, jetzt und für immer!“

## Kritik
Die Zusammenarbeit von Staat und Veranstaltern und die hohe Integrations- und Kompromissbereitschaft lösten neben der Kritik von weißen Segregationisten auch Kritik aus den eigenen Reihen aus. Martin Luther King habe keinen konkreten Weg aufgezeigt, seinen „Traum“ in Wirklichkeit zu verwandeln, und die wirtschaftlichen Forderungen der Demonstration seien in den Hintergrund geraten. Radikalere Afroamerikaner konnten Kings Vision einer Gesellschaft, in der Schwarze und Weiße zu einem Gemeinwesen ohne Ansehen der Hautfarbe verschmelzen, nicht teilen. Der Bürgerrechtsaktivist Malcolm X, damals noch Mitglied der „Nation of Islam“, ging in seiner Rede Message to the Grass Roots im November desselben Jahres auch auf den Marsch ein und kritisierte die Teilnahme von Weißen, jüdischen und christlichen Geistlichen und den Verlust an schwarzer Militanz. Der Marsch sei zu einem „Zirkus“, einem „Picknick“ geworden und mit starkem, schwarzen Kaffee zu vergleichen, der mit weißer Milch verdünnt und geschwächt worden sei. In Anspielung auf Kings Rede äußerte er, er sehe einen „amerikanischen Alptraum“.